# Nautimodelismo

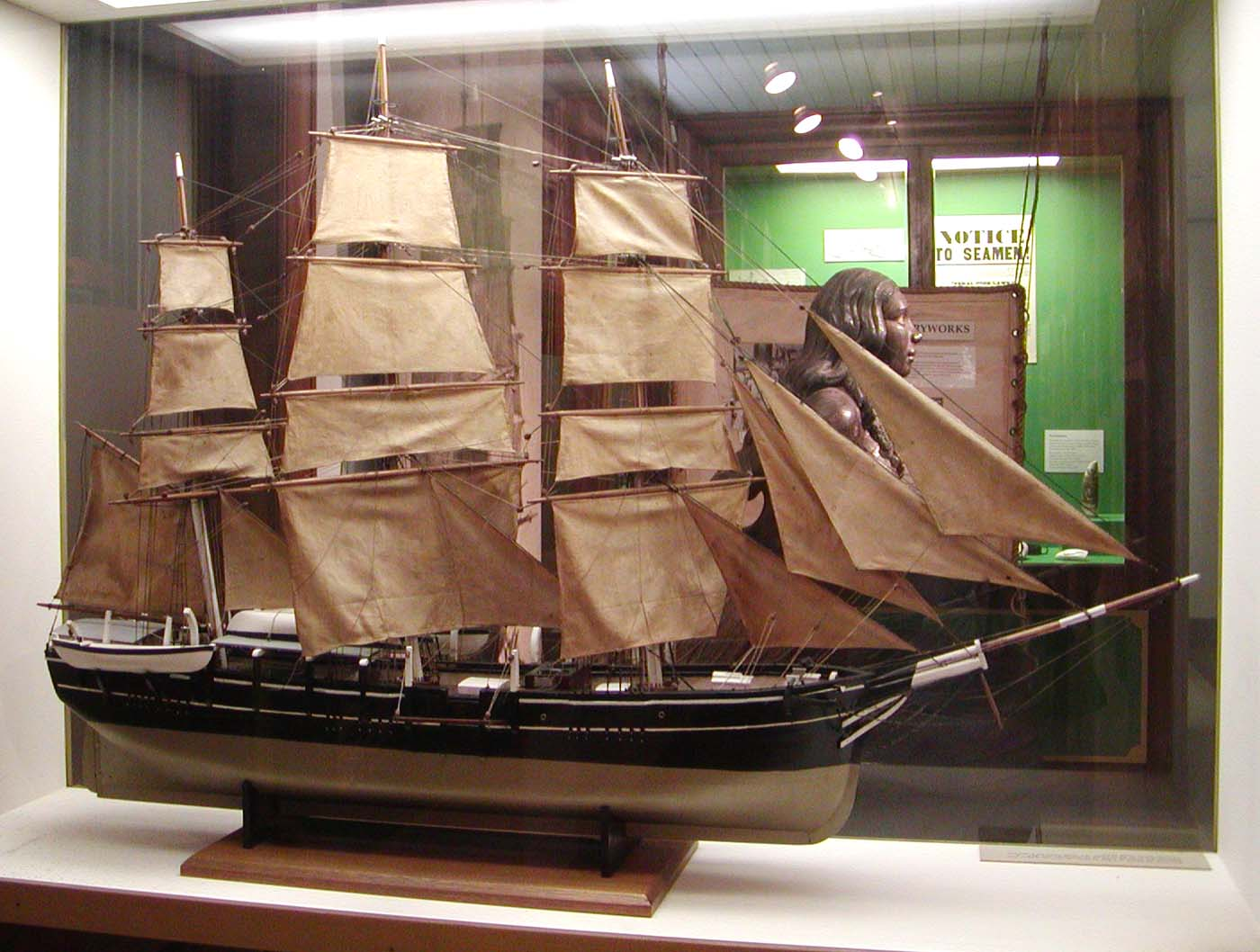
Réplica de navio exposta no Bishop Museum, Honolulu.

Nautimodelismo (modelismo naval) ou naviomodelismo é a construção de modelos reduzidos de veleiros, transatlânticos, barcos e navios (civis e militares). Trata-se de um hobby onde os praticantes reproduzem réplicas de embarcações.

## História
A prática é tão antiga quanto a história humana. Existem réplicas feitas há mais de 4000 anos. Há séculos, muitas vezes uma réplica tinha o objetivo de demonstrar para um cliente como ficaria a embarcação encomendada ao armador. Na atualidade divide-se em duas modalidades. Modelismo naval estático, conhecido também como modelismo de vitrine onde os modelos não se destinam a navegar e o modelismo navegável sendo essa segunda modalidade a mais praticada no Brasil haja vista os modelos destinarem-se a navegar podendo ser controlados por sinais de rádio ou não. Poderão ser motorizados ou a vela. Os motorizados utilizam basicamente motores elétricos ou a vapor. Em ambas as modalidades os modelos podem ser uma reprodução em escala ou não. Uma reprodução em escala tem o seu valor elevado por se tratar de uma reprodução quase exata ou, muito próximo disso de uma embarcação. Modelos podem ser reproduzidos e oitiva, ou seja, por meio de uma mera observação do modelo ou de uma imagem, normalmente pecam no que se refere à proporção haja vista perder a proporcionalidade propiciada pela escala. A grande maioria dessas reproduções é, em madeira, mas nada impede que sejam feitas em outro material como plástico ou resinas.
O modelismo naval se divide em duas classes: o modelismo navegável e estático conhecido também como modelismo naval de vitrine.
Os modelos da primeira modalidade são modelos de embarcações, mem sempre réplicas de navios que existem ou existiram, que navegam sendo controladas por um rádio ou não, utilizando como propulsão motores elétricos, a vapor ou apenas velas aproveitando a força do vento.
O modelismo estático, ou de vitrine, tem um maior apego a escala e via de regra reproduçoes reduzidas de modelos existentes ou que já existiram um dia. Isso não quer dizer que não sejam feitos modelos de embarcações míticas ou de criação do próprio construtor.